# Ələkrəm Hümbətov
Ələkrəm Hümbətov (ur. 1948 w Lerik, zm. 22 grudnia 2022) – azersko-tałyski polityk i wojskowy, przywódca separatystycznej Tałysko-Mugańskiej Republiki Autonomicznej (1993).
W latach 1992–1993 był wiceministrem obrony Azerbejdżanu. W tym czasie proklamował w 1993 roku, separatystyczną Tałysko-Mugańską Republikę Autonomiczną za co został aresztowany. Po wyjściu z więzienia w 2004 roku wyemigrował. Zmarł w Holandii w 2022 roku.